# Yagyū Shinkage-ryū
Yagyū Shinkage-ryū (jap. 柳生新陰流, dt. „Yagyū Neue-Schatten-Schule“) ist eine der bekanntesten Traditionen des japanischen Schwertkampfes. Der Name Yagyū bezeichnet die Familie, die Ende des 16. Jahrhunderts die Leitung dieser Schule übernahm und sie maßgeblich prägte.

## Geschichte
Die Tradition der Yagyū Shinkage-ryū geht auf Kamiizumi Ise-no-Kami zurück. Dieser lernte Kage-ryū bei dessen Begründer Aisu Ikkosai und war darüber hinaus sowohl in der Kashima Shinryu als auch der Katori Shinto-ryū bewandert. Aus diesen Erfahrungen heraus erschuf er seine eigene Schule, Shinkage-ryū. Die Yagyū-Familie kam mit Kamiizumi in Kontakt, als Yagyū Muneyoshi in einem Duell mit einem Schüler Kamiizumis eine herbe Niederlage hinnehmen musste. Daraufhin bat Muneyoshi darum, ein Schüler von Kamiizumi werden zu dürfen. Er wurde angenommen und brachte es schließlich so weit, dass er im Jahre 1565 von Kamiizumi als sein Nachfolger benannt wurde. Zusammen mit seinem Sohn Yagyū Munenori gelang es Muneyoshi, seine Schule als offizielle Fechtschule des Shōguns Tokugawa Ieyasu zu etablieren. Die Yagyū-Familie stellte Fechtlehrer für die Shōgune des Tokugawa-Clans über insgesamt drei Generationen hinweg.
Sein Sohn Yagyū Munenori blieb Lehrer bis zum 3. Tokugawa-Shōgun Tokugawa Iemitsu. Nachdem Tokugawa Yoshinao zum Daimyō des Owari-han mit Sitz in Nagoya wurde, wurde er ab 1615 von Muneyoshis Enkel Yagyū Toshiyoshi (柳生 利厳) ausgebildet, womit sich die Yagyū Shinkage-ryū in die Owari Yagyū Shinkage-ryū (尾張柳生新陰流) in Nagoya und die in Edo verbliebene Edo Yagyū Shinkage-ryū (江戸柳生新陰流) spaltete.
Der Enkel Yagyū Jūbei Mitsuyoshi, der die Tradition fortführte, wird in Japan mit Miyamoto Musashi verglichen. Ersterer vergrößerte den politischen Einfluss seiner Schule am Hof des Shōgun und ist von Legenden und Sagen umgeben.
Shinkage-ryū gilt als eine der ersten Schwertschulen, die ein Fukuro Shinai als Übungswaffe benutzten, das es erlaubt, mit recht hartem Kontakt zu trainieren, ohne den Partner dabei zu verletzen.

## Curriculum
Schwerpunkt des Curriculums bilden die Schwerttechniken, welche sowohl Ōdachi, Kodachi und Nito beinhalten. Außerdem werden oft die Batto-jutsu Techniken der Yagyū Seigo-ryū gelehrt sowie eine geringere Anzahl an Techniken mit dem Jō.